# Observatoire de Bédoin
Das Observatoire de Bédoin ist eine private Sternwarte in der französischen Gemeinde Bédoin im Département Vaucluse, der Region Provence-Alpes-Côte d’Azur.
Sie wurde vom französischen Amateurastronomen Pierre Antonini gegründet und wird auch von diesem betrieben. Das Observatorium ist bei der IAU unter der Nummer 132 registriert.
Koordinaten: 44° 7′ 28″ N, 5° 10′ 50″ O